# Vuilebeek
Vuilebeek är ett vattendrag i Belgien.   Det ligger i provinsen Västflandern och regionen Flandern, i den västra delen av landet, 110 km väster om huvudstaden Bryssel.
Trakten runt Vuilebeek består till största delen av jordbruksmark. Runt Vuilebeek är det tätbefolkat, med 266 invånare per kvadratkilometer.